# اس/وای منیو
اس/وای منیو (به انگلیسی: S/Y Manitou) یک کشتی است که طول آن ۶۲ فوت (۱۹ متر) می‌باشد. این کشتی در سال ۱۹۳۷ ساخته شد.